# Argennina unica
Argennina unica là một loài nhện trong họ Dictynidae. Chúng được Willis J. Gertsch & Mulaik miêu tả năm 1936, và chỉ được tìm thấy ở Texas.